# شهرستان دیکلب (ایلینوی)
شهرستان دیکلب، ایلینوی (به انگلیسی: DeKalb County, Illinois) یک سکونتگاه مسکونی در ایالات متحده آمریکا است که در ایلینوی واقع شده‌است.

## نگارخانه

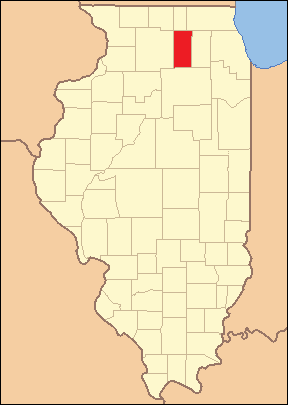